# روبرتو کروز
روبرتو کروز (به انگلیسی: Roberto Cruz) (زاده ۱۸ اوت ۱۹۷۲) است. او تکواندوکار اهل فیلیپین است.